# 蕭奪剌
蕭奪剌（しょう だつら、生没年不詳）は、遼（契丹）の軍人。字は挼懶。遙輦洼可汗宮の出身。

## 経歴
蕭撒抹の子として生まれた。体格容貌が雄偉で、騎射にすぐれた。祗候郎君から漢人行宮副部署に上った。後に烏古敵烈統軍使となった。戦闘の功績で龍虎衛上将軍の位を加えられ、西北路招討使となった。北方の情勢を報告して、西北路の諸部と倒塌嶺統軍司の兵をあわせて駐屯させるよう請願した。2度にわたって上表したが、聞き入れられなかった。東北路統軍使に転じた。
乾統元年（1101年）、再び西北路招討使となった。北阻卜の耶睹刮が近隣の諸部を率いて侵入してくると、奪剌はこれを迎え撃ち、数十里にわたって追撃した。乾統2年（1102年）、耶睹刮の無防備なところを狙って、軽騎で襲撃し、多数の家畜を鹵獲した。
招討・副統軍・都監のうち1名を入朝させるよう天祚帝の命令が下ったが、このときみな不在であったため、奪剌は軍事付幕吏を入朝させた。これが罪に問われて免官となった。西京留守に転じ、再び東北路統軍使となった。在官のまま死去した。

## 伝記資料
- 『遼史』巻92 列伝第22